# Landskab ved Øresund
Landskab ved Øresund är en målning av Jens Juel från omkring 1800.
Landskab ved Øresund avbildar ett nordsjälländskt sommarlandskap, norr om Skodsborg. I förgrunden ses arbetsfolk på en slåtteräng samt en borgerlig kvinna med ett lekande barn. I bakgrunden ses Öresund med ett antal segelfartyg samt ön Ven. Den visar Strandvejen med gården Aggershvile sedd västerut från nuvarande Køromvej. I bakgrunden ses också två gravkullar: i mitten Lokeshøj och till vänster Urnehøj.
Målningen anses vara "en hyllning till jordbruksreformens och den blomstrande handelsperiodens välmående och fredliga Danmark, där bönder och borgare lever i samförstånd i ett kulturlandskap".
Landskab ved Øresund finns i Nivaagaards Malerisamling i Nivå i Danmark. Den förvärvades av museet 2008.